# ペーテル・カールソン
ペーテル・カールソン（Peter Karlsson、1969年5月29日 - ）は、スウェーデン・ヴェストラ・イェータランド県ステンストルプ出身の卓球選手。ピーター・カールソンとも表記。
1991年の世界選手権千葉大会男子ダブルスではトーマス・フォン・シェーレとのペアで優勝した。また長身から繰り出される強力な両ハンドドライブを持ち味に団体戦でも活躍し、世界選手権で優勝4回、準優勝1回とヤン＝オベ・ワルドナー、ミカエル・アペルグレン、ヨルゲン・パーソン、エリック・リンドらと共にスウェーデン卓球の黄金時代に貢献した。
オリンピックにも1996年のアトランタオリンピック、2000年のシドニーオリンピック、2004年のアテネオリンピックと3大会連続で出場を果たした。
打撃戦には強いがカット打ちに難があるといわれている。

## 主な成績
個人
- 世界卓球選手権 男子ダブルス 優勝 (1991年)
- ヨーロッパ卓球選手権 男子シングルス 優勝（2000年）
- ヨーロッパトップ12 男子シングルス 準優勝（1993年、1998年、2001年）

団体
- 世界卓球選手権 団体優勝（1989年、1991年、1993年、2000年）
- ヨーロッパ卓球選手権 団体優勝（1990年、1992年、1996年、2000年、2002年）